# Romal Hüseynov
Romal Hüseynov (16 dicembre 1984) è un ex calciatore azero, di ruolo centrocampista.

## Carriera

### Club
Ha giocato nella massima serie dei campionati azero e turco.

### Nazionale
Ha giocato due partite con la Nazionale azera, esordendo nel 2001.